# Niech boli
Niech boli (zapis stylizowany: NIECH BOLI) – piąty singel polskiego piosenkarza Sobla z jego drugiego albumu studyjnego, zatytułowanego W związku z muzyką. Singel został wydany 7 marca 2024.
Nagranie otrzymało w Polsce status platynowego singla, przekraczając liczbę 50 tysięcy sprzedanych kopii.

## Geneza utworu i historia wydania
Piosenka została napisana i skomponowana przez Szymona Sobla i Tomasza Janiszewskiego, który również odpowiada za produkcję utworu.
Singel ukazał się w formacie digital download 7 marca 2024 w Polsce za pośrednictwem wytwórni płytowej Def Jam Recordings w dystrybucji Universal Music Polska. Piosenka została umieszczona na drugim albumie studyjnym Sobla – W związku z muzyką.

## Teledysk
Do utworu powstał teledysk w reżyserii Michała Radziejewskiego, który udostępniono 8 marca 2024 za pośrednictwem serwisu YouTube.

## Lista utworów
- Digital download[2]

1. „Niech boli” – 2:30

## Notowania

### Pozycje na listach sprzedaży
| Kraj   | Lista (2024)             | Najwyższa pozycja |
| ------ | ------------------------ | ----------------- |
| Polska | Billboard Poland Songs   | 11                |
| Polska | OLiS – single w streamie | 11                |

## Certyfikaty
| Kraj          | Certyfikat      | Sprzedaż |
| ------------- | --------------- | -------- |
| Polska (ZPAV) | platynowa płyta | 50 000+  |